# Hernán Orjuela
Hernán Orjuela Buenaventura (Bogotá, 21 de noviembre de 1957) es un productor, locutor de radio y presentador de televisión colombiano. 

## Carrera
Al terminar sus estudios de Comunicación Social en la Pontificia Universidad Javeriana, con énfasis en Realización para televisión, inició su carrera profesional en la radio,  Fantasía, HJJZ y Radio Visión de la cadena radial Caracol Radio en la Ciudad de Bogotá, Colombia.
Fue director A&R Internacional de la disquera CBS (actualmente Sony Music) y paralelamente a este cargo, fue DJ de la emisora 88.9 La Super Estación. Este último paso lo llevaría a la televisión nacional como presentador de programas de entretenimiento, como “Hoy es Viernes”.
Fue gerente de estudio de Producciones Punch y simultáneamente, director y productor de los programas “Noti Tuti Cuanti”, “Caliente Caliente”, “Cuestión de Fama”, “Fiebre”, “Expreso 5:30”, y fue maestro de ceremonias de dos ediciones de Super Modelo del Mundo y de múltiples eventos como festivales, reinados y ferias.
Dirigió el lanzamiento de la emisora juvenil Radioaktiva de Caracol Radio en toda Colombia y presentó el programa “Telesemana” de alta recordación.
Toda esta experiencia, lo llevaría a crear su propia productora de televisión, H.O.B. Producciones & Cía. Ltda., en la que se desempeñó como director, productor, presentador y creativo de una larga lista de programas. Entre ellos están “No me lo Cambie”, “Gente Corrida”, “Todo por la plata”, “Oh La Lá”, “Mascotas”, entre otros.
Fue también programador del Canal 13. Produjo y presentó “También Caerás”  y posteriormente fue nombrado director de entretenimiento del Canal Caracol. Presentó el morning show del Canal Caracol “Día a día”, así como el programa de entretenimiento “Sábados Felices”. Fue director y presentador del programa “Bravíssimo” para el Canal Citytv en las mañanas de los sábados y domingos, y posteriormente del morning show “En las mañanas con Uno” del Canal Uno. Fue imagen y vocero de la ONG World Vision, apoyando la labor de ayuda de niños en condiciones menos favorecidas.
Paralelamente su carrera también ha estado siempre acompañada de la presentación de eventos privados y masivos en vivo como reinados, premiaciones, conciertos, celebraciones, y eventos de todo tipo; incluyendo conferencias en temas de comunicación y clases en la Universidad Javeriana de Bogotá.
Desde 2016 reside en Estados Unidos donde creó HOB Productions. Es además actualmente, director y presentador del programa diario “Trendiando” y de “Entrevistas con Hernán” para el canal Nuestra Tele Internacional.

## Trabajos en televisión
- Hoy es Viernes
- Noti Tuti Cuanti
- Caliente Caliente
- Cuestión de Fama
- Expreso 5:30
- Telesemana
- No me lo Cambie
- Gente Corrida
- Todo por la plata
- Sorpresa Millonaria
- Sabrosongo
- O La Lá!
- Mascotas
- Superfanáticos
- Siempre en Verano
- También Caerás
- Sabados Felices
- Día a día
- Bravíssimo
- En las mañanas con Uno
- Teleweb
- Entrevistas con Hernán
- Trendiando
- Waku Waku
- Fiebre

## Filmografía
- ¿Porqué Dejaron a Nacho? (2012)
- ¿Usted No Sabe Quién Soy Yo? (2016)